# Ostroger Akademie

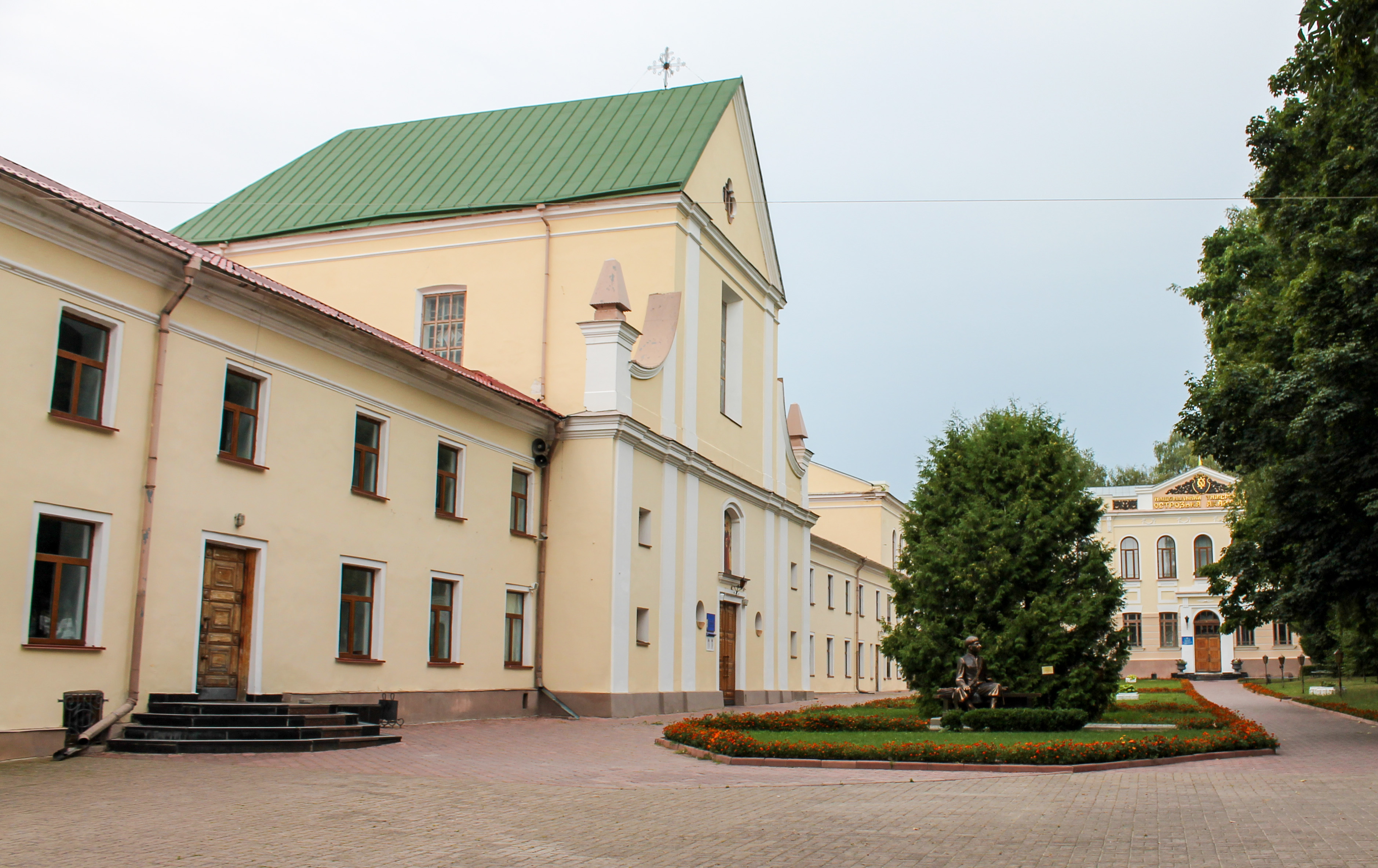
Das Hauptgebäude der neuen Akademie

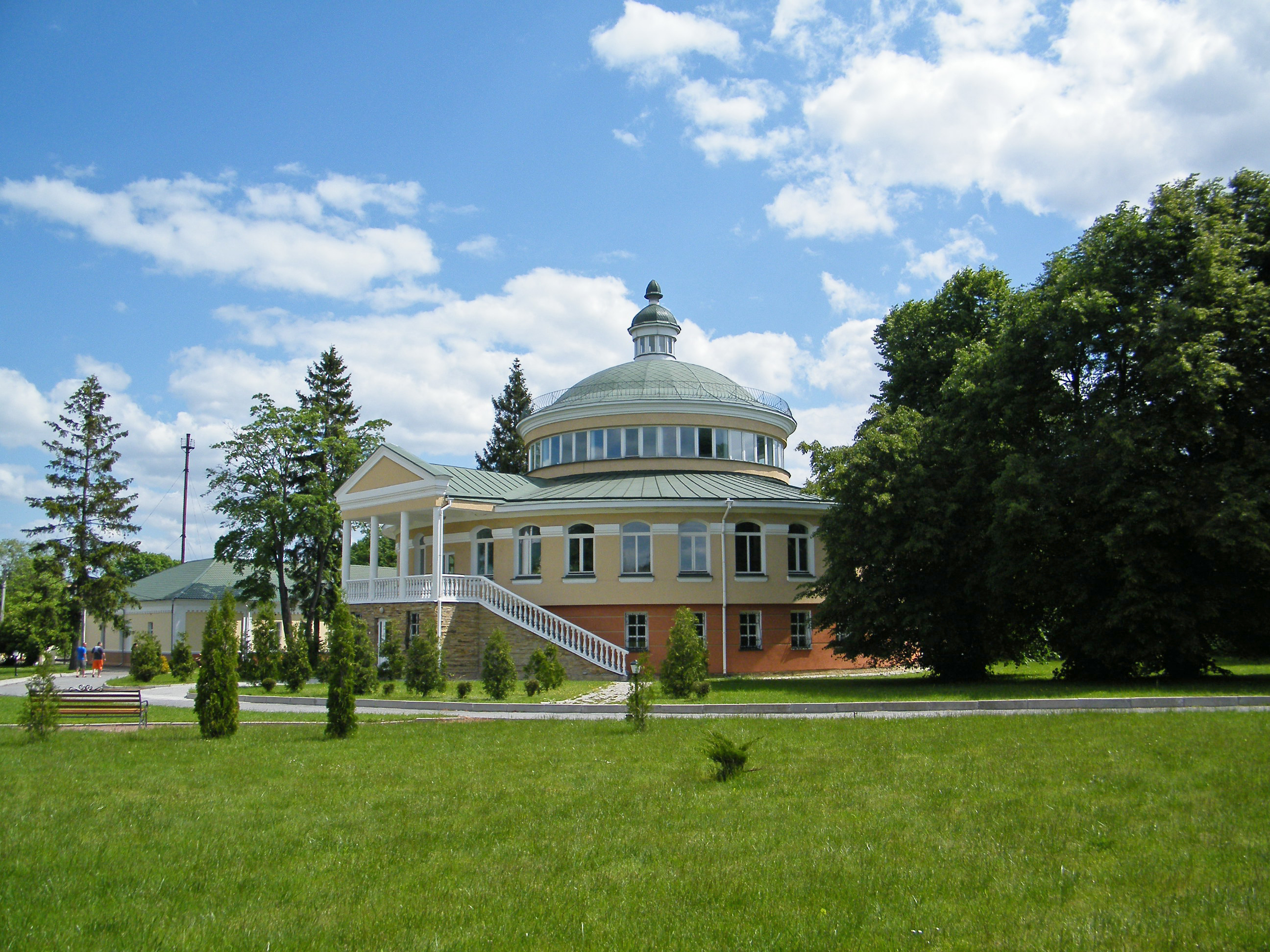
Universitätsbibliothek

Die Ostroger Akademie (ukrainisch Острозька академія) war eine griechisch-lateinisch-slawische Hochschule in der wolhynischen Stadt Ostroh.
Sie wurde von Fürst Konstanty Wasyl Ostrogski (1526–1608) um 1576 gegründet.
Neben der altkirchenslawischen, griechischen und lateinischen Sprache sowie Philosophie und Theologie wurden die Sieben Freien Künste Mathematik, Astronomie, Grammatik, Rhetorik und Logik unterrichtet.
Erster Inhaber des Rektorenamtes war der Schriftsteller Herasim Smotrytzkyj, der Vater des Meletij Smotryzkyj. Zu den Professoren zählten u. a. Demjan Nalewajko, Christophor Philaret, Jan Latosch und Kyrillos Loukaris.
Einer der Absolventen war der Hetman der Saporoger Kosaken Petro Konaschewytsch-Sahaidatschnyj.
Die Ostroger Akademie bestand bis 1608. An ihrer Stelle entstand 1624 das Jesuitenkolleg, gegründet von der Fürstin Anna Aloysia Chodkiewicz. Nach dem Vorbild der Ostroger Akademie entstanden um 1620 die Schule der Luzker Bruderschaft und die Schule in Wolodymyr.
Im Jahre 1994 wurde dank der Initiative örtlicher Prominenter die Ostroger Akademie neu gegründet, diesmal als „Nationale Universität „Ostroger Akademie““. Sie befindet sich in den Räumen des ehemaligen Kapuzinerklosters, der Hl.-Kyrill-und-Method-Bruderschaft und in neu errichteten Gebäuden. Den Posten des Rektors bekleidet Igor Demidowitsch Pasitschnyk, Vater der Sängerin Olga Pasitschnyk.
Die Hochschule ist in folgende Fakultäten gegliedert:
- Fakultät für humanistische Wissenschaften
- Fakultät für romanische und germanische Sprachen
- Fakultät für Rechtswissenschaften „Ioannikij Malinowskij“
- Fakultät für Ökonomie
- Fakultät für politisch-informatives Management
- Fakultät für internationale Beziehungen